# Vicq-sur-Breuilh
Vicq-sur-Breuilh is een gemeente in het Franse departement Haute-Vienne in de regio Nouvelle-Aquitaine en telt 1087 inwoners (1999). De plaats maakt deel uit van het arrondissement Limoges.

## Geografie

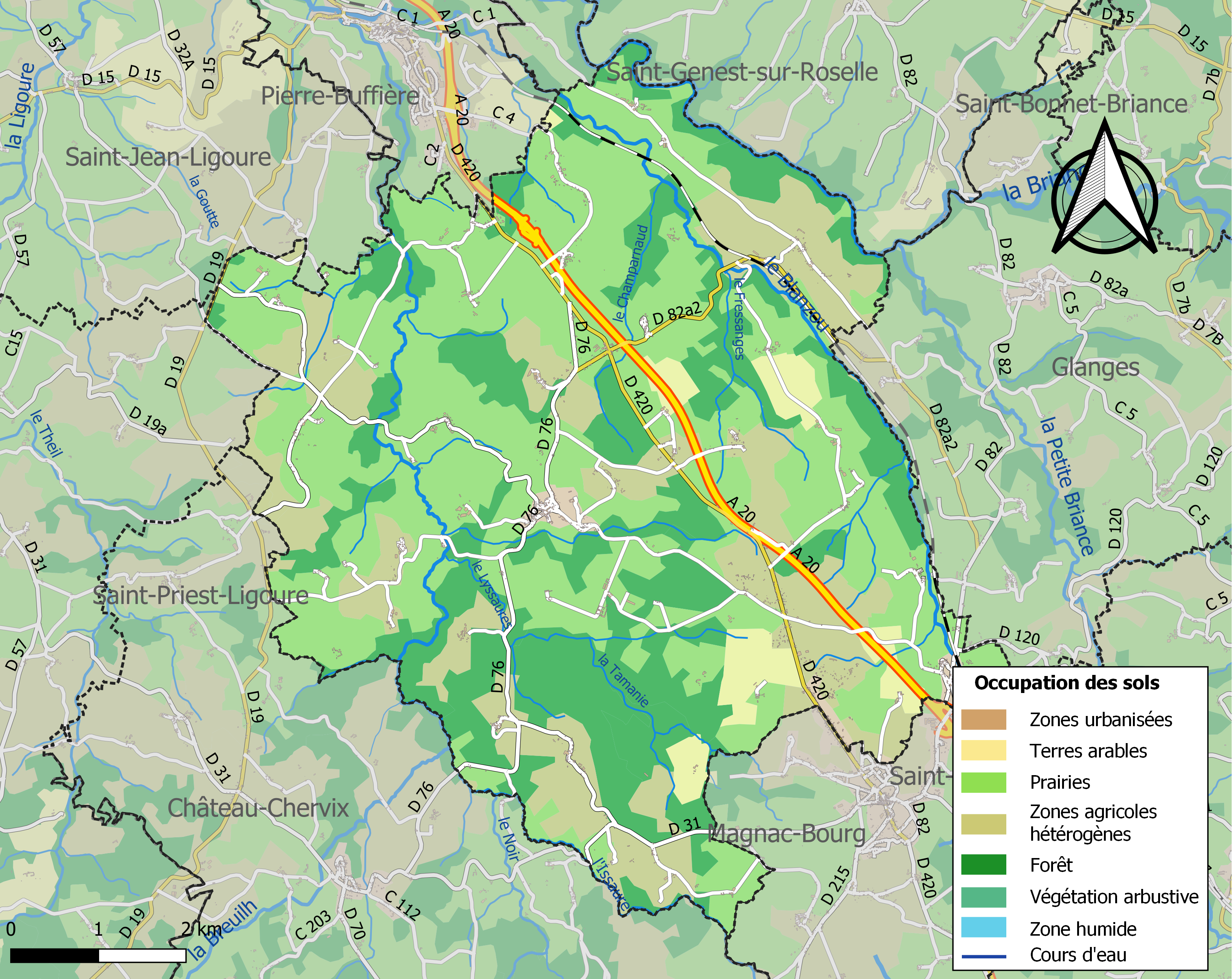
Kaart van de gemeente met de belangrijkste infrastructuur, bodemgebruik en omliggende gemeenten

De oppervlakte van Vicq-sur-Breuilh bedraagt 51,7 km², de bevolkingsdichtheid is 21,0 inwoners per km².

## Verkeer en vervoer
In de gemeente ligt spoorweghalte Magnac - Vicq.

## Demografie
Onderstaande figuur toont het verloop van het inwonertal (bron: INSEE-tellingen).